# Skandinaviska Kiropraktorhögskolan
Skandinaviska Kiropraktorhögskolan (SKHS) är en svensk privatskola som erbjuder utbildning i kiropraktik. Utbildningen står under Högskoleverkets tillsyn men har inte blivit godkänd som högskola och studier ger inte akademiska poäng.
Skolan grundades 1983 och drivs sedan 1992 av en allmännyttig stiftelse utan vinstintresse. Studenter på skolan kan ansöka om statliga studiemedel, utbildningen är avgiftsbelagd eftersom skolan inte får något statligt utbildningsstöd.

## Historia
På 70-talet började kiropraktiken på allvar att sprida sig till Europa. Det fanns då endast två europeiska utbildningar båda med säte i England men ingen svensk utbildning. Bland medlemmarna i yrkesförbundet Kiropraktiska Föreningen i Sverige (KFS) växte en allt starkare önskan om en kiropraktorutbildning i Sverige. 1983 grundade Axelsons Gymnastiska Institut, i samarbete med KFS, en kiropraktorutbildning i Stockholm.   
1992 övergick verksamheten i den nystartade Stiftelsen Skandinaviska Chiropraktorskolan (numer Stiftelsen Skandinaviska Kiropraktorhögskolan) med säte i Solna, Stockholm.  
Skandinaviska Kiropraktorhögskolan står under Högskoleverkets tillsyn men är ej godkänd och ger inga akademiska poäng. 

## Verksamhet
Skandinaviska Kiropraktorhögskolan är Sveriges enda kiropraktorutbildning. Rektor Gordana Gedin har varit anställd på skolan sedan 1993. Skolans yttersta ledningsorgan är styrelsen där även rektor ingår.
Skolans verksamhet omfattar utbildning av kiropraktorer, vidare- och fortbildning av utexaminerade kiropraktorer.  
Efter fem års heltidsstudier och ett års praktiktjänstgöring kan studenten ansöka hos Socialstyrelsen om legitimation för yrkesverksamhet inom hälso- och sjukvården.  
Det är drygt 200 studenter på grundutbildningen till kiropraktor. Dessa får studiemedel och merkostnadslån från CSN. Merkostnadslånet använder studenterna för att betala den årliga kursavgiften då skolan inte får något statligt utbildningsstöd. Skolans stab omfattar 16 fast anställda samt ett 50-tal konsulter. Fast anställd personal består framför allt av administratörer och kiropraktorlärare medan kontrakterade medarbetare på konsultbasis framför allt utgörs av specialister inom olika områden samt disputerade forskare.
Skolan har också fort- och vidareutbildning för utexaminerade kiropraktorer.  
Akademisk forskning inom kiropraktik bedrivs inte i Sverige även om närliggande områden bearbetas inom konventionell medicinsk forskning. Internationellt bedrivs forskning inom kiropraktik av institutioner och forskningsorganisationer.

## Studentliv
Studenterna på Skandinaviska Kiropraktorhögskolan kommer från hela Skandinavien. Skolans studentkår har därför en viktig social uppgift att hjälpa studenterna tillrätta i sin nya miljö. Studentkåren är ansluten till Stockholms Studentkårers Centralorganisation (SSCO) som bland annat hjälper till med förmedling av studentbostäder.